# محمد أحمد الغانم
محمد أحمد الغانم، مواليد (1911)، عضو سابق في المجلس التشريعي الكويتي الثاني ووزير العدل السابق 1964.

## سيرته
ولد محمد أحمد الغانم في حي القبلة في مدينة الكويت سنة 1911 م، وهو عضو المجلس التشريعي الكويتي الثاني والذي فاز بمقعده في انتخابات ديسمبر 1938 وحصل علي 185 صوت، وكات ترتيبه 19، وفي 6 ديسمبر 1964 اختير ووزيرا للعدل واستقال من المنصب في 3 يناير 1965 إبان أزمة مجلس الوزراء والاعضاء فيما يخص الخلاف على المادة 131 (التي تمنع توزير من يمارس عملاً حراً أو تجارة بحكم منصبه).

## مناصبه
- سكرتير النادي الأدبي 1924،
- عضو مجلس المعارف 30 يوليو 1936.
- سفير في وزارة الخارجية 22 ابريل 1963.
- سفير في لبنان 1963.
- وزير العدل 6 ديسمبر 1964 حتى 3 يناير 1965.